# دیاتکوفو
شهر دیاتکوفو (به روسی: Дятьково) در کشور روسیه و در اوبلاست بریانسک واقع شده‌است.